# Крукков
Крукков (нем. Kruckow) — община в Германии, районный центр, расположен в земле Мекленбург-Передняя Померания.
Входит в состав района Деммин. Подчиняется управлению Ярмен-Тутов.  Население составляет 654 человека (на 31 декабря 2010 года). Занимает площадь 35,39 км².
Коммуна подразделяется на 8 сельских округов.

## Достопримечательности
- Замок Картлов